# Docomomo International
Docomomo International (parfois écrit DoCoMoMo) est un organisme à but non lucratif dont le nom en entier est « International working party for DOcument and COnservation of Buildings, sites and neighbourhoods of the MOdern MOvement » ce qui signifie « groupe de travail pour la DOcumentation et la COnservation les bâtiments du MOuvement MOderne, de leur site et de leur ensemble urbain ».
Docomomo International se consacre à la documentation, la valorisation et la protection de l'architecture, de l’urbanisme et des paysages du XXe siècle.
Docomomo International est représenté dans plus de 80 pays et régions du monde, et compte plus de 3 000 adhérents.

## Historique
Docomomo est initié à Eindhoven en 1988 par les architectes néerlandais Hubert-Jan Henket et Wessel de Jonge. Sa fondation est inspirée par le travail de l'Icomos (Conseil international pour les monuments et sites) créé en 1965. Le travail de l'Icomos se préoccupe de la protection et la conservation des bâtiments et des sites historiques dans leur ensemble, alors que Docomomo International a été initiée pour relever le défi de la protection et la conservation de l'architecture moderne et la promotion de l'urbanisme.
Le siège du secrétariat de Docomomo International est tournant et s'installe successivement :
- De 1988 à 1996 : aux Pays-Bas, à Eindhoven, à l'école d'architecture de l'Université technique d'Eindhoven.
- De 1997 à 2001 : aux Pays-Bas, à Delft à la faculté d'architecture de l'Université technique de Delft.
- De 2002 à 2009 : en France, au Palais de Chaillot à Paris à la Cité de l'architecture et du patrimoine.
- De 2010 à 2014 : en Espagne, à Barcelone, au sein de la Fundació Mies van der Rohe[4].
- De 2014 à 2021 : au Portugal, à Lisbonne, à l'Instituto Superior Técnico.
- Depuis 2022 : il est de retour aux Pays-Bas à la faculté d'architecture de l'Université technique de Delft.

## Les objectifs d'Eindhoven et de Séoul
En septembre 1990 se tient à Eindhoven aux Pays-Bas une assemblée constitutive réunissant les représentants de 23 pays. À l'issue de cette assemblée ont été définis six objectifs, les « objectifs d'Eindhoven» . En 2014, lors de la XIIIe conférence internationale de Docomomo à Séoul, les objectifs ont été actualisés. Ils sont aujourd'hui au nombre de sept :
1. Promouvoir l'importance de l'architecture du Mouvement moderne auprès du public, des autorités, des professions et de la communauté éducative ;
2. Identifier et promouvoir l'étude des œuvres du Mouvement moderne ;
3. Promouvoir la conservation, l'usage et la réaffectation des édifices et des sites du Mouvement moderne ;
4. S'opposer à la destruction et au défigurement des édifices de référence ;
5. Favoriser et diffuser le développement des techniques et des méthodes de conservation appropriées, ainsi que des usages et des réaffectations adaptés ;
6. Promouvoir le financement de la conservation, de la documentation, de l'usage et de la réaffectation ;
7. Explorer et développer des idées nouvelles pour l'avenir d'un environnement bâti durable basé sur les expériences passées du Mouvement moderne.

## Activités
Docomomo International ambitionne deux objectifs : créer une méthode de catalogage des constructions modernes afin de permettre leur sauvegarde, tout en considérant les problématiques liées à leur restauration et à leur conservation. De ce fait, Docomomo International a participé — avec l'ICOMOS — à la conception des critères d'évaluation afin d'intégrer l'architecture moderne dans la liste du patrimoine mondial de l'UNESCO.

### Conférences et séminaires
Tous les deux ans, Docomomo International organise une conférence. Ces conférences permettent de recueillir et d'échanger des informations et études relatives à la protection et à la conservation des constructions. Depuis la création de l'organisation, les conférences se sont tenues à :
- 1990 : Eindhoven, Pays-Bas ;
- 1992 : Bauhaus de Dessau-Roßlau de Dessau, Allemagne ;
- 1994 : Barcelone, Espagne ;
- 1996 : Bratislava et Sliac, Slovaquie ;
- 1998 : Stockholm, Suède ;
- 2000 : Brasilia, Brésil ;
- 2002 : Paris, France ;
- 2004 : New York, États-Unis ;
- 2006 : Istanbul et Ankara, Turquie ;
- 2008 : Rotterdam, Pays-Bas ;
- 2010 : Mexico, Mexique ;
- 2012 : Espoo, Finlande ;
- 2014 : Séoul, Corée du sud ;
- 2016 : Lisbonne, Portugal ;
- 2018 : Ljubljana, Slovénie[8] ;
- 2021 : Tokyo, Japon ;
- 2022 : Valence, Espagne ;
- 2024 : Santiago, Chili ;
- 2026 : Los Angeles, États-Unis.

En outre, le Comité Scientifique International sur la Technologie (CSI/T) organise des séminaires couvrant les thèmes suivants : la restauration des structures en béton armé, les murs-rideaux des façades, les fenêtres et le verre, le bois, les couleurs ou la pierre dans les constructions modernes… Les séminaires et les conférences sont souvent organisés dans des édifices phares de l'architecture moderne, comme à la Bibliothèque de Viipuri imaginée par Alvar Aalto (séminaire CSI/T 2003).

### Publications
Docomomo International édite une revue, le Docomomo Journal, qui compte à ce jour plus de cinquante-cinq numéros. Ceux-ci sont disponibles sur le site officiel de l'organisation.

## Délégations nationales
Docomomo International est représenté dans près de 70 pays et régions du monde.

### Délégations francophones
- Docomomo France[12] est une association loi de 1901 créée en 1991 à l'initiative de Gérard Monnier, professeur d'histoire de l'architecture à l'Université Paris-1 Panthéon-Sorbonne[13]. La délégation est actuellement présidée par Richard Klein, professeur à l'École nationale supérieure d'architecture et de paysage de Lille[14]. Les statuts de l'association définissent un quintuple objectif[13] :

1. l'éveil de la conscience à la reconnaissance des valeurs du patrimoine architectural du XXe siècle, un héritage parfois mal considéré,
2. la constitution d'un inventaire du patrimoine accessible à tous, susceptible de servir de fondement objectif aux actions mises en œuvre,
3. l'organisation d'activités pédagogiques et éducatives pour avertir, guider et instruire le grand public,
4. le partage et la transmission des connaissances du patrimoine XXe siècle,
5. le lancement d'alertes lors de menaces de démolition d'édifices ou sites remarquables.

- Docomomo Québec[15] est une association sans but lucratif initialement nommée « Montréal moderne »[15]. Cette dernière fut créée en 1990 à Montréal afin de promouvoir le Westmount Square, complexe immobilier conçu Mies van der Rohe. En 1993, après avoir rejoint Docomomo International, Montréal moderne devint Docomomo Québec. Le secrétariat de l'association est hébergée par l’École de design de l'UQAM[15].

- Docomomo Suisse[16] fut créé à Zurich en 1991.

- Docomomo Belgique

### Liste non exhaustive des délégations à travers le monde
Europe
- Allemagne
- Autriche
- Belgique
- Bulgarie
- Chypre
- Danemark
- Estonie
- Finlande
- France
- Grèce
- Hongrie
- Péninsule Ibérique
Espagne  et Portugal
- Irlande
- Italie
- Lettonie
- Lituanie
- Malte
- Norvège
- Pays-Bas
- Pologne
- République tchèque
- Royaume-Uni 
Écosse
- Russie
- Serbie
- Slovaquie
- Slovénie
- Suède
- Suisse

Amérique
- Argentine
- Brésil
- Canada 
 Provinces de l'Atlantique
Colombie-Britannique 
Ontario 
Québec
- Chili
- Colombie
- Cuba
- Curaçao
- République dominicaine
- Équateur
- Guatemala
- Mexique
- Panama
- Pérou
- Porto Rico
- États-Unis
- Venezuela

Asie
- Corée du Sud
- Israël
- Japon
- Turquie

Océanie
- Australie
- Nouvelle-Zélande

Afrique
- Afrique du Sud
- Égypte
- Maroc